# Elvis Dumervil
Elvis Kool Dumervil  (* 19. Januar 1984 in Miami, Florida) ist ein ehemaliger US-amerikanischer American-Football-Spieler in der National Football League (NFL). Er spielte für die Denver Broncos, die Baltimore Ravens sowie die San Francisco 49ers als Outside Linebacker und als Defensive End, .

## College
Dumervil, Sohn haitianischer  Emigranten, besuchte die University of Louisville und spielte für deren Mannschaft, die Cardinals, von 2002 bis 2005 als Defensive End College Football. Vor allem in seiner letzten Saison war er überaus erfolgreich, wurde für diverse Auswahl-Mannschaften nominiert und erhielt zahlreiche Preise, wie etwa die
Bronko Nagurski Trophy, den Ted Hendricks Award und den Bill Willis Award.

## NFL

### Denver Broncos
Beim NFL Draft 2006 wurde er in der 4. Runde als insgesamt 126. von den Denver Broncos gewählt. ´Wegen seiner für einen Verteidiger geringen Körpergröße war er zunächst nur als Ersatzspieler vorgesehen, erhielt aber aufgrund seiner guten Leistungen zunehmend mehr Spielzeit. In der Saison 2009 wurde er nicht mehr nur als Defensive End, sondern auch als Linebacker eingesetzt und schließlich von der NFL als der Spieler mit den meisten Sacks in der Regular Season (insgesamt 17,0) geehrt. Nachdem er verletzungsbedingt die ganze Spielzeit 2010 passen musste, absolvierte er die nächsten beiden Spielzeiten überaus erfolgreich und wurde wie schon 2009 jeweils für den Pro Bowl nominiert.

### Baltimore Ravens
Nach gescheiterten Verhandlungen mit den Broncos unterschrieb Dumervil im März 2013 einen Fünfjahresvertrag mit den Baltimore Ravens. Auch bei seinem neuen Team spielt er auf konstant hohem Niveau und hält seit 2014 den Franchise-Rekord für die meisten Sacks (17) in einer Saison.

### San Francisco 49ers
Im Juni 2017 wurde Dumervil von den San Francisco 49ers verpflichtet.  Für sein neues Team gelangen ihm 6.5 Sacks.
Am 30. August 2018 erklärte Dumervil nach 12 Spielzeiten in der NFL seinen Rücktritt vom aktiven Sport.